# Regierung Schtajjeh
Die Regierung Schtajjeh I oder Regierung des Staates Palästina vom April 2019 ist die achtzehnte palästinensische Regierung. Mohammed Schtajjeh wurde am 10. März 2019 nach dem Rücktritt der Regierung des Staates Palästina vom Juni 2014 offiziell damit beauftragt, sie zu bilden. Die Regierung wurde am 13. April 2019 durch den Präsidenten des Staates Palästina Mahmud Abbas vereidigt und am 31. März 2024 durch die Regierung Mustafa abgelöst.

## Regierungsbildung und Zusammensetzung
Die Parteiführung der Fatah hatte im Januar 2019 Präsident Abbas aufgefordert, eine neue Regierung aus Fatah-Vertretern und unabhängigen Persönlichkeiten zu bilden. Nach dem Rücktritt des amtierenden Ministerpräsidenten  Rami Hamdallah wurde Mohammed Schtajjeh am 10. März 2019 damit beauftragt, eine neue Regierung zu bilden. Schtajjeh war laut Nachrichtenagenturen seit Jahren ein enger Vertrauter des Präsidenten, während Hamdallah als politisch unabhängiger galt.
Fünf Minister aus der vorigen Regierung gehörten auch dem neuen Kabinett an, u. a. Außenminister Riyad al-Maliki und Finanzminister Shukri Bishara, die ihre Posten bereits seit 2009 bzw. 2013 innehatten. Ziad Abu Amr kehrte in die Regierung zurück, neben ihm wurden drei weitere aus Gaza stammende Minister ernannt.
Die meisten der neu ernannten Minister waren keine Berufspolitiker, sondern etwa Juristen, Ingenieure, Gewerkschaftsführer oder Universitätsprofessoren.
Der Regierung gehörten Mitglieder von Fatah, der Palästinensischen Volkspartei (PPP), der Palästinensischen Demokratischen Union (FIDA) und der Palästinensischen Volkskampffront (PPSF) an. Die anderen größeren palästinensischen Fraktionen, wie die PFLP und die DFLP, hatten eine Regierungsbeteiligung abgelehnt. Sie forderten eine Einheitsregierung mit der radikalislamischen Hamas.
Hamas kritisierte die Regierungsbildung und nannte sie eine „Fortsetzung der Fatah-Politik der Exklusivität und Ausgrenzung“. Der UN-Sonderkoordinator für den Nahost-Friedensprozess, Nikolaj Mladenow, erklärte, er freue sich auf die enge Zusammenarbeit mit Shtayyeh und seinem Team bei der Verbesserung der wirtschaftlichen, humanitären und sozialen Lage der Palästinenser.

## Kabinettsmitglieder
| Porträt | Name                         | Portfolio                                                     |
| ------- | ---------------------------- | ------------------------------------------------------------- |
|         | Dr. Mohammed Schtajjeh       | Premierminister                                               |
|         | Dr. Amjad Ghanem             | Generalsekretär                                               |
|         | Dr. Ziad Abu Amr             | Stellvertretender Premierminister                             |
|         | Nabil Abu Rudeineh           | Stellvertretender Premierminister Informationsminister        |
|         | Riyad al-Maliki              | Minister für auswärtige Angelegenheiten und Expatriates       |
|         | Shukri Bishara               | Finanzminister                                                |
|         | Mohammad Fahhad Al-Shalaldeh | Justizminister                                                |
|         | Ahmad Majdalani              | Minister für Soziale Entwicklung                              |
|         | Rula Maayah                  | Minister für Tourismus und Antiquitäten                       |
|         | Fadi al-Hadami               | Minister für Jerusalem-Angelegenheiten                        |
|         | Ishaq Sidr                   | Minister für Telekommunikation und Informationstechnologie    |
|         | Amal Hamad                   | Minister für Frauen Angelegenheiten                           |
|         | Khalid Al-Esseily            | Minister für Nationale Wirtschaft                             |
|         | Riad Attari                  | Minister für Landwirtschaft                                   |
|         | Assem Salem                  | Minister für Transport und Kommunikation                      |
|         | Atef Abu Saif                | Minister für Kultur                                           |
|         | Majdi - Al Saleh             | Minister für lokale Verwaltung                                |
|         | Dr. Mohamed Ziara            | Minister für öffentliche Arbeiten und Wohnungswesen           |
|         | Dr. Mahmoud Abu Mwais        | Minister für Hochschulbildung und wissenschaftliche Forschung |
|         | Dr. Marwan Awartani          | Minister für Bildung                                          |
|         | Dr. Mai Salem Al-Kailah      | Gesundheitsministerin                                         |
|         | Nasri Abu Jaish              | Arbeitsminister                                               |
|         | Osama Al Saadawi             | Staatsminister für Unternehmertum und Empowerment             |
|         | Ibrahim Melhem               | Regierungssprecher                                            |
|         |                              | Minister für Stiftungen und religiöse Angelegenheiten         |
|         |                              | Innenminister                                                 |